# Autoroutes Paris-Rhin-Rhône

Logo

(Société des) Autoroutes Paris-Rhin-Rhône (SAPRR of APRR) is een grote private wegbeheerder in het oosten van Frankrijk.
APRR heeft een concessie voor het beheer van een autosnelwegennet met een lengte van 1821 kilometer. Dochteronderneming AREA (Société des Autoroutes Rhône-Alpes) heeft een concessie voor het beheer van een 384 kilometer lang autosnelwegennet. In ruil daarvoor mogen APRR en AREA tolheffen. Beide concessies lopen tot 2032.
APRR was jarenlang volledig eigendom van de Franse staat. In november 2004 is het bedrijf naar de beurs gegaan en sindsdien is 30% van de aandelen vrij verhandelbaar. Bij het bedrijf werken ongeveer 4500 mensen. In 2004 behaalde APRR een omzet van 1,5 miljard euro.
De Franse Staat heeft in 2006 haar belang van 70% verkocht aan de bouwondernemingen Eiffage en Macquarie. Inmiddels is het consortium volledig eigenaar van APRR. In 2018 heeft pensioenbeheerder PGGM een minderheidsaandeel van 16,67% gekocht in APRR. In hetzelfde jaar is de concessiehouder van de A41 tussen Annecy en Genève (A41 in beheer van ADELAC, een andere dochter van APRR) volledig overgenomen door het consortium. 